# Салівка (Дніпровський район)
Са́лівка — село в Україні, в Могилівській сільській громаді Дніпровського району Дніпропетровської області. Площа — 0,537 км², домогосподарств — 60, населення — 139 осіб.

## Географія
Село Салівка знаходиться за 1,5 км від правого берега річки Оріль, на відстані 0,5 км розташовані села Єгорине і Цибульківка. Навколо села багато заболочених озер — залишків стародавнього русла.

## Населення

### Мова
Розподіл населення за рідною мовою за даними перепису 2001 року:
| Мова                | Відсоток |
| ------------------- | -------- |
| українська          | 93,6 %   |
| російська           | 5,4 %    |
| інші/не визначилися | 1 %      |